# بندر بن محمد بن حمزة حجار
بندر بن محمد بن حمزة أسعد حجار من مواليد المدينة المنورة عام 1373 هـ، المملكة العربية السعودية. يشغل منصب رئيس جامعة الأمير مقرن بن عبدالعزيز من أغسطس 2022، وعُين عضوًا في مجلس أمناء مجمع الملك عبد العزيز للمكتبات الوقفية في عام 2024. وشغل سابقا منصب رئيس البنك الإسلامي للتنمية، ومنصب وزير الحج، وكُلِّف بالقيام بأعمال وزارة الثقافة والإعلام إلى تاريخ 12 محرم 1436 هـ .

## حياته العلمية
- حاصل على درجة البكالوريوس في تخصص الاقتصاد والعلوم السياسية من جامعة الملك سعود بالرياض مع مرتبة الشرف الأولى.
- حصل على درجة الماجستير في التخصص نفسه من جامعة أنديانا الأميركية.
- حاصل على شهادة الدكتوراه في الاقتصاد من جامعة لوفبرا في بريطانيا، وكان موضوع رسالته «تمويل المشروعات الصغيرة في المملكة العربية السعودية».

## حياته العملية
- عين رئيسًا لجامعة الأمير مقرن بن عبدالعزيز في 16 أغسطس 2022.
- انتخب رئيساً للبنك الإسلامي للتنمية في 18 مايو 2016.[2]
- كُلف  وزيراً لوزارة الثقافة والاعلام في 5 نوفبر 2014.
- تولى منصب نائب رئيس مجلس الشورى لمدة 3 أعوام ابتداء من 25 أكتوبر 2008.[3][4]
- عين وزيراً للحج في 13 ديسمبر 2011.[5]
- في عام 1418، منح الحجار عضوية مجلس الشورى السعودي.
- تولى مهمة وكيل كلية الاقتصاد والإدارة بجامعة الملك عبد العزيز من عام 1995 إلى عام 1998.
- تولى مهام نائب رئيس مركز أبحاث الاقتصاد الإسلامي بجامعة الملك عبد العزيز بين عامي 1992 – 1995.
- ترأس لجنة الشؤون الخارجية في مجلس الشورى لفترة من الفترات، وتولى مهام نائب رئيس الجمعية الوطنية لحقوق الإنسان في مرحلة التأسيس بين عامي 2004 – 2005، قبل أن يتولى رئاسة الجمعية عام 2005.
- وتولى في عام 2005 رئاسة المجلس الوطني لمراقبة الانتخابات.
- كان رئيساً لتحرير مجلة الأسواق والأموال لأكثر من 14 عاماً.
- حصل على عضوية العديد من المجالس والجامعات، وشارك في العديد من المؤتمرات والندوات، وألف عددا من البحوث والدراسات الاقتصادية.

## الأوسمة
- وسام الأسد السنغالي مقابل جهوده في دعم المشاريع والبرامج التنموية التي نفذها البنك الإسلامي للتنمية في السنغال.

- الوسام الوطني للاستحقاق التونسي وحصل عليه خلال التجهيزات التي سبقت الاجتماع السنوي الثالث والأربعون لمجموعة البنك الإسلامي للتنمية.[3]